# Tscharkutan
Tscharkutan (tadschikisch Чаркутан), englische Umschrift Jarkutan oder Dzharkutan, ist ein Dorf (kischlak) nahe der Kleinstadt Schahriston in der Provinz Sughd im Norden Tadschikistans mit den Resten der sogdischen Palastfestung Tschilchudschra (Чильхуджра, Čilchudžra, Chilhujra, Chilkhujra, Chil’khudzhra, Chehel Hujra) in der historischen Region Usruschana (Ustruschan) aus dem 4. bis 8. Jahrhundert. Der Erhaltungszustand von Tschilchudschra ist außergewöhnlich gut; große Teile des mit Lehmziegeln errichteten, zweigeschossigen Gebäudes stehen noch einschließlich einer bis zum Dach reichenden Wendelrampe aufrecht.

## Lage

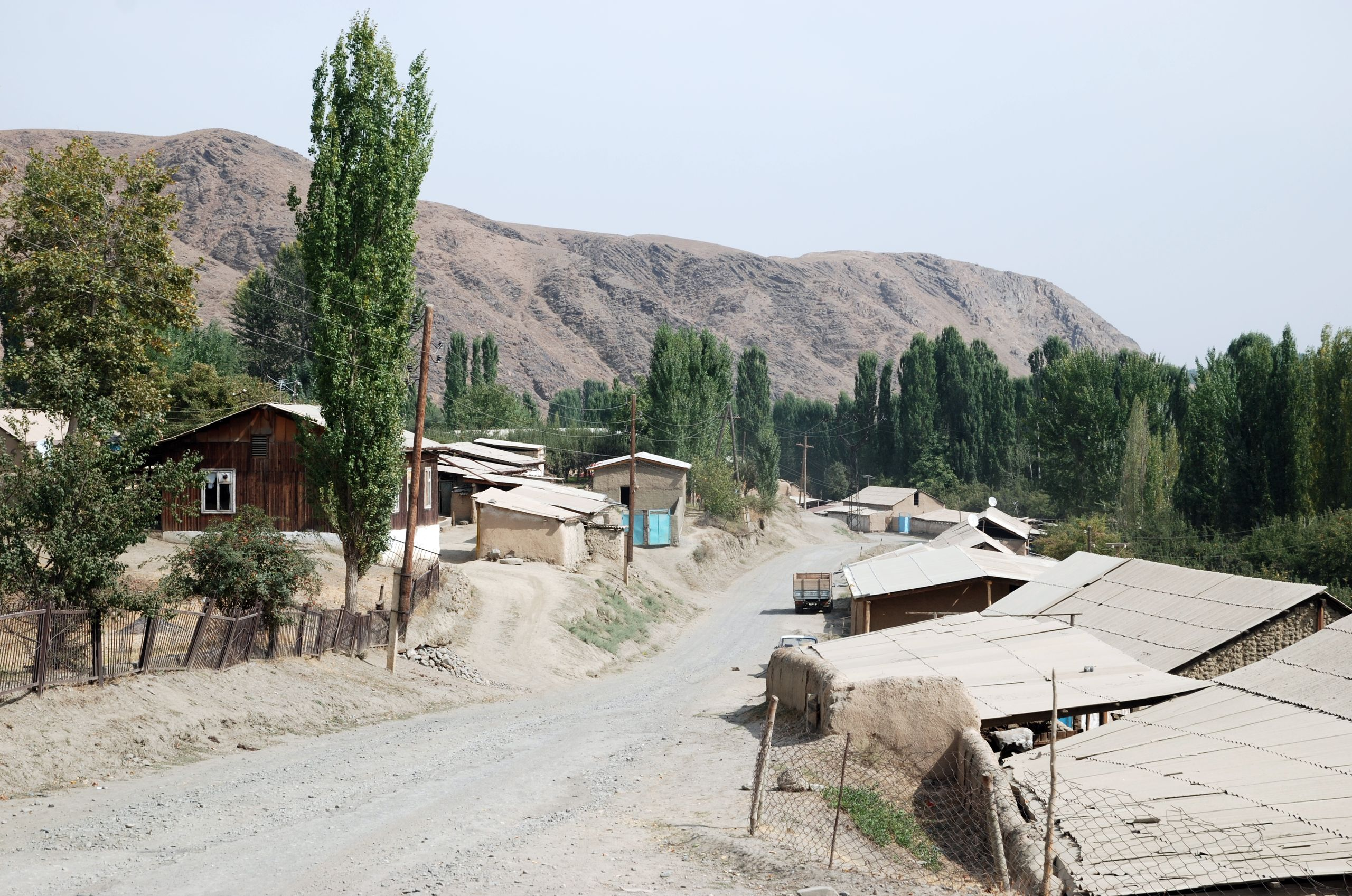
Hauptstraße in der Ortsmitte nach Norden

Tscharkutan gehört zum Subdistrikt (dschamoat) Schahriston und besitzt nach einer Schätzung von 2009 rund 3800 Einwohner. Das Dorf liegt nahe der einzigen Straßenverbindung (M34) zwischen der Landeshauptstadt Duschanbe und Chudschand, der Hauptstadt der Provinz Sughd. Vom 2012 eröffneten Schahriston-Tunnel, der die Fahrt über den 3378 Meter hohen Pass der Turkestankette abkürzt, führt die kurvige Straße in einem Bachtal abwärts. Schahriston ist die erste Kleinstadt nördlich der Berge. Die Schnellstraße zur 27 Kilometer nordöstlich gelegenen größeren Stadt Istarawschan und weiter nach Chudschand ins Ferghanatal umgeht Schahriston in einem weiten Bogen an der Ostseite. Von Süden kommend zweigt eine nicht asphaltierte Zufahrtsstraße nach Schahriston zwei Kilometer vor dem Ortszentrum in einem spitzen Winkel links ab. An der Abzweigung beginnt ein Schotterfahrweg, der in nördlicher Richtung das hier trockene Flussbett des Schahristonsai (Schachristan-sai) durchquert und auf der anderen Seite eine kleine Anhöhe hinaufführt, bis er nach einem halben Kilometer die Ortsmitte von Tscharkutan erreicht. Die umliegenden Hügel sind baumlos, nur spärlich mit Gras bewachsen und im Sommer nahezu kahl. Die landwirtschaftlichen Nutzflächen in der Talebene werden über Kanäle aus dem Fluss bewässert.
Im frühen Mittelalter gehörte Tschilchudschra zur Region Ustruschana, die sich vom Oberlauf des Flusses Serafschan nach Norden bis zum Syrdarja im Ferghanatal erstreckte. Die Ebenen der damals wie heute landwirtschaftlich geprägten Region wurden von zeitgenössischen Geographen wegen ihrer Fruchtbarkeit und die Berge wegen ihrer Mineralvorkommen gerühmt. Ausgebeutet und verarbeitet wurden vor allem Eisen, Gold und Silber. Bundschikat, eine ausgedehnte städtische Siedlung mit Zitadelle und Umfassungsmauer, befand sich knapp drei Kilometer nordöstlich (beim heutigen Schahriston). In ihrem Umfeld lag wenig südlich von Tschilchudschra auch die Burg Urtakurgan (Urta-kurgan) aus dem 7. bis 9. Jahrhundert, ebenfalls am Westufer des Flusses. Sie überragte auf einem kleinen Hügel die Ebene am Eingang zum Tal und diente zur Überwachung der vom Schahriston-Pass herunterführenden Fernstraße.

## Ortsbild

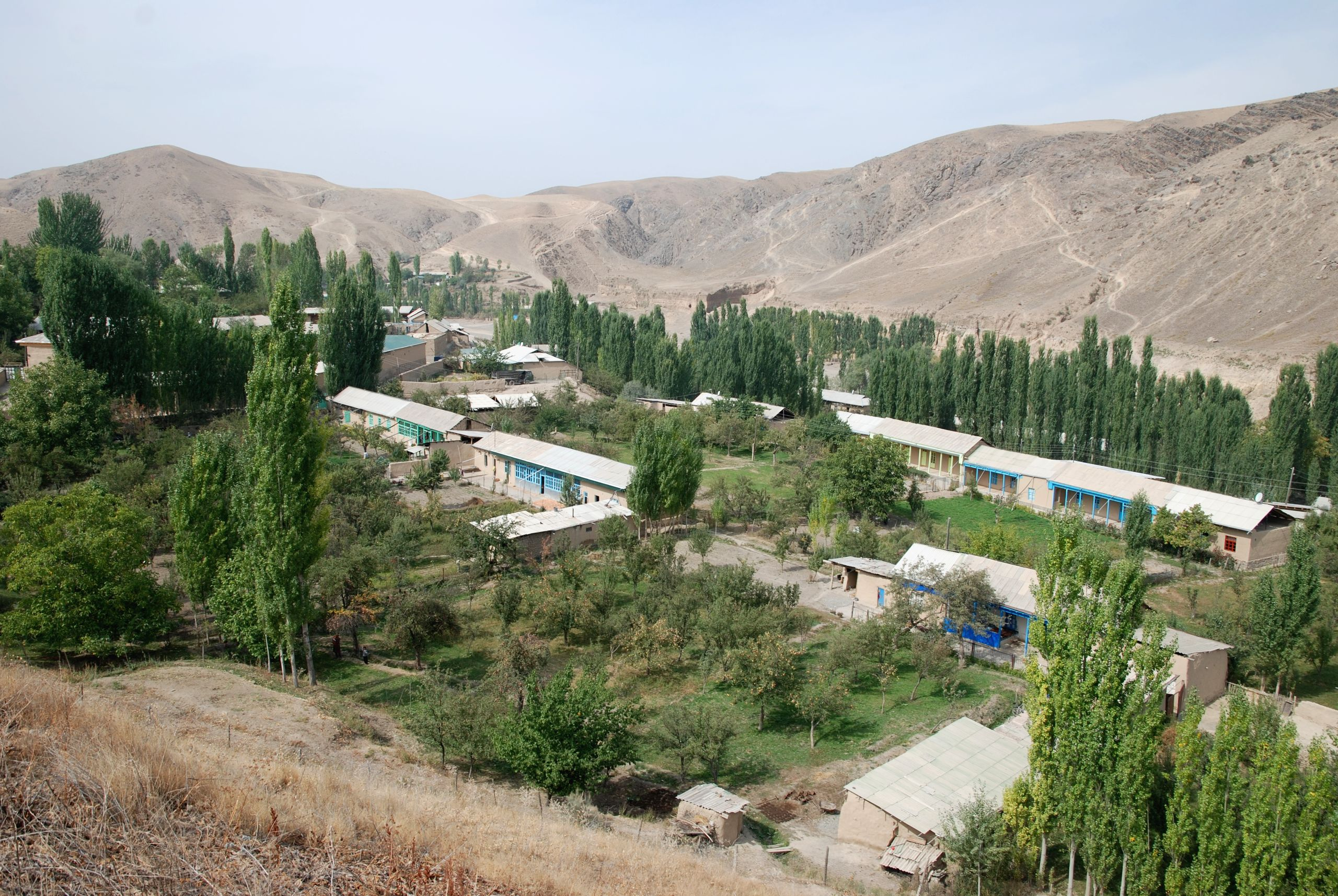
Blick von der Anhöhe bei Tschilchudschra nach Westen ins Tal des Nebenflusses Kulkutan.

Der größte Teil des Ortes erstreckt sich entlang des Westufers des breiten, aber im Sommer im Ortsbereich wenig Wasser führenden Schahristonsai. Die eingeschossigen Häuser sind aus Feldsteinen gemauert und mit Lehm verputzt, einige Umfassungsmauern und Nebengebäude bestehen aus Stampflehm. Die flachen Satteldächer sind mit Wellblechplatten gedeckt. Die Gehöfte liegen in einiger Entfernung zueinander inmitten von Obst- und Gemüsegärten. Lange Reihen von hohen Pappeln, die als Bauholz unentbehrlich sind, trennen die Grundstücke und säumen die Wege. Ein weiterer Ortsteil dehnt sich in der Ebene des von Westen einmündenden Nebenflusses Kulkutan aus. Das Dorf füllt das Dreieck zwischen beiden Flüssen und umgibt den etwas höher in der Ortsmitte gelegenen Friedhof. Von dessen Eingang durch ein Tor im Zaun an der Südseite führt ein Pfad an einem kleinen muslimischen Heiligtum in der Mitte vorbei zur sogdischen Festungsruine im hinteren Bereich des Friedhofs.
Am Friedhof bietet ein Ladengeschäft neben Lebensmitteln auch eine Grundversorgung mit Haushaltswaren und Kleidung. Es gibt eine Schule und eine Wasserleitung mit Trinkwasser, die 2007 mit einem Entwicklungsprogramm des Internationalen Roten Kreuzes verlegt wurde und die vorherige Praxis ersetzt, Trinkwasser mit Eseln ins Dorf zu transportieren.

## Tschilchudschra

### Einordnung der Bauweise

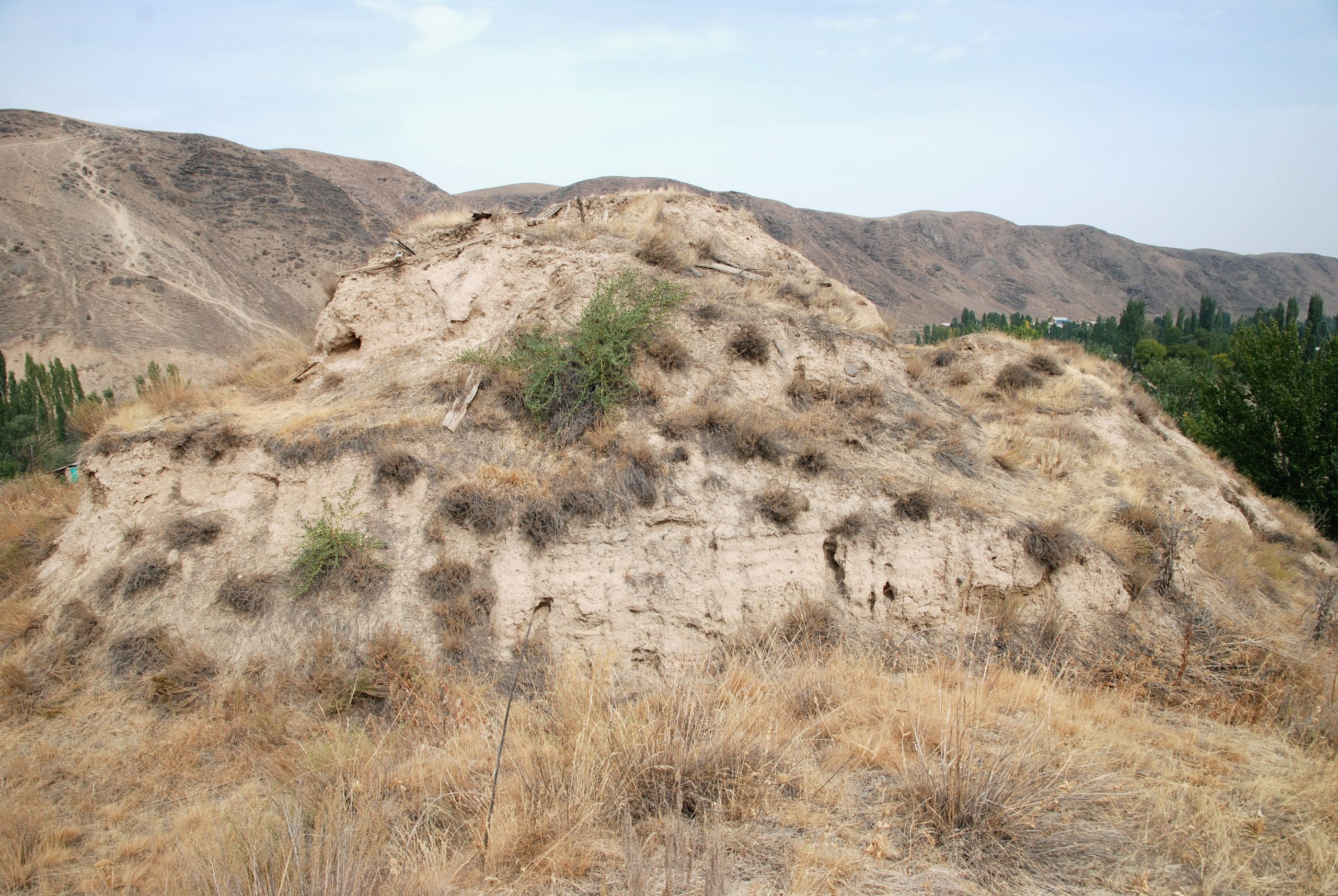
Südseite von oben. Die Bretter stammen von den eingebrochenen provisorischen Schutzdächern.

In der achämenidischen Zeit war die mit dem Namen Kurukada bekannte Hauptstadt der Region Ustruschana durch einen dreifachen Mauerring befestigt. Vermutlich meinten griechische Autoren mit Cyropolis denselben Ort, den Alexander der Große 329 v. Chr. eroberte und der sich an der Stelle der heutigen Stadt Istarawschan befand. In den nachfolgenden Jahrhunderten löste sich Ustruschana aus dem sogdischen Herrschaftsbereich und wurde vermutlich von eigenen Fürsten regiert, die vom 5. bis 7. Jahrhundert unter der Oberherrschaft von Hephthaliten und später Turkvölkern standen. Die antiken Städte verfielen und Kurukada wurde durch Bundschikat ersetzt. In dieser Zeit entwickelte sich Bundschikat entsprechend den anderen frühmittelalterlichen Städten in Zentralasien zu einem Machtzentrum, das aus einer befestigten Burg auf einem Hügel bestand, in deren Schutz sich in der Ebene unterhalb eine städtische Siedlung ausbreitete. Diese zweigeteilte Stadtgliederung spiegelte die feudale Gesellschaftsordnung, die aus dem Adel und einer einfachen Bevölkerung bestand. Abgesehen von dieser allgemeinen Siedlungsstruktur waren die Architektur der Gebäude und die Art der Verteidigungsanlagen bei den einzelnen Festungen sehr unterschiedlich. So wird etwa Urtakurgan als Burg (köschk) oder Schloss bezeichnet, obwohl das Gebäude wie Tschilchudschra keine äußere Befestigung besaß, während Kalai Kachkacha II in Bundschikat keine Burg war, sondern ein von einer Mauer umgebener dreigeschossiger Palast des Adels. Prägend für die Baugestalt waren in jedem Fall die topographischen Gegebenheiten.
Die meisten zentralasiatischen Burgen im frühen Mittelalter waren zumindest teilweise zweigeschossig mit Wirtschaftsräumen im Erdgeschoss und darüber liegenden Wohnräumen. Am Ausgangspunkt der architektonischen Entwicklung stand nach der Klassifikation des russischen Archäologen Sergej Chmelnizkij ein einstöckiger Gebäudetyp aus mehreren, ähnlich großen Räumen, die in einem Rechteck einen offenen Innenhof vollständig umschlossen. Hieraus entwickelte sich der zweite Burgentyp mit einem verkleinerten Innenhof, der nun von einer Kuppel überdeckt war und als zentraler Empfangssaal diente. Beim dritten Typ wurde der Hauptsaal verkleinert und zu einem Durchgangsraum degradiert, behielt jedoch seine Lage in der Mitte des Gebäudes. Alle nicht auf diese Entwicklung zurückführbaren vorislamischen Burgen werden zu einer vierten Gruppe zusammengefasst, deren Grundplan nicht symmetrisch auf ein Zentrum ausgerichtet war und die mindestens einen langrechteckigen Hauptraum an einer Seite besaßen. Tschilchudschra lässt sich wegen seines asymmetrischen Grundrisses dem vierten Typ zuordnen, stellt aber eine Besonderheit dar, weil im Obergeschoss kein langrechteckiger Hauptraum am Rand vorhanden war, sondern gemäß der Rekonstruktion von Chmelnizkij ein großer, annähernd quadratischer Hauptsaal, der an zwei Seiten von kleineren Nebenräumen umrahmt wurde. Eine solche Raumanordnung, bestehend aus einem großen Saal mit einer rechtwinklig über zwei Seiten angeordneten Reihe von Kammern, gehörte auch zu einigen Wohnhäusern der sogdischen Stadt Alt-Pandschakent, die neben dem modernen Pandschakent freigelegt wurde. Sie lässt sich als Nachwirkung noch an den kleinen Moscheen der Stadtviertel (mahalla) aus dem 18./19. Jahrhundert erkennen, deren Betsaal an zwei Seiten von einer niedrigeren Arkadenreihe umgeben ist.
Tschilchudschra wurde zwischen 1961 und 1966 durch Uktam Pulatovič Pulatov unter der Leitung von Numan Negmatov teilweise freigelegt. Pulatov veröffentlichte seinen Grabungsbericht 1975 in Duschanbe auf Russisch, zusammen mit Zeichnungen von Sergej Chmelnizkij, der die Anlage vermessen hatte. S. Mamadschanowa vermaß die Anlage 1981 erneut. Eine Zusammenstellung der bisherigen Forschungsergebnisse mit bislang unveröffentlichten Grundrissen von Chmelnizkij gab Nasiba Baimatowa 2002.

### Baubeschreibung

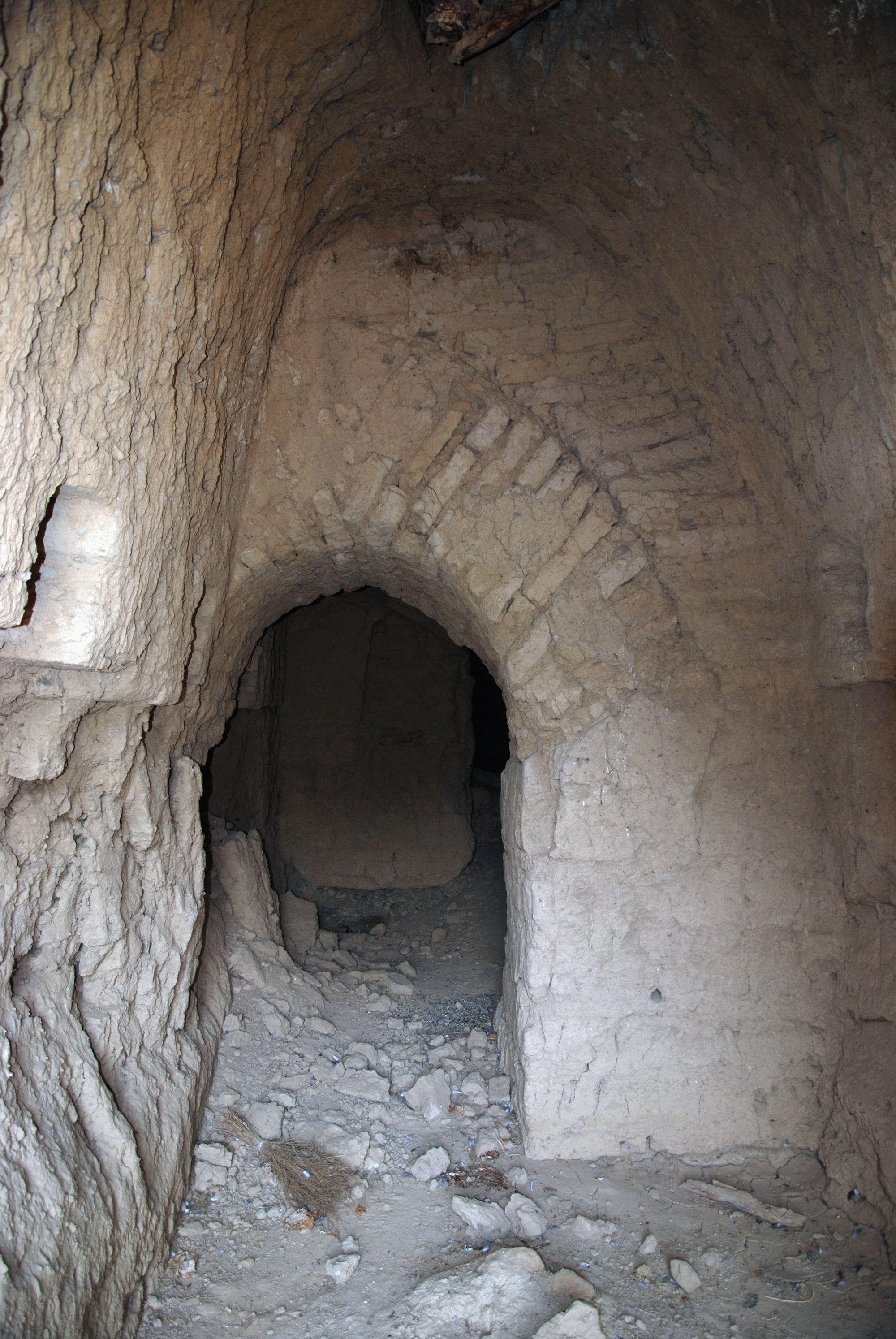
Korridor im Erdgeschoss mit parabelförmigem Tonnengewölbe. Durchgang mit Radialschichten, am Scheitel treffen die Lehmziegel in einem Fischgrätenmuster aufeinander.

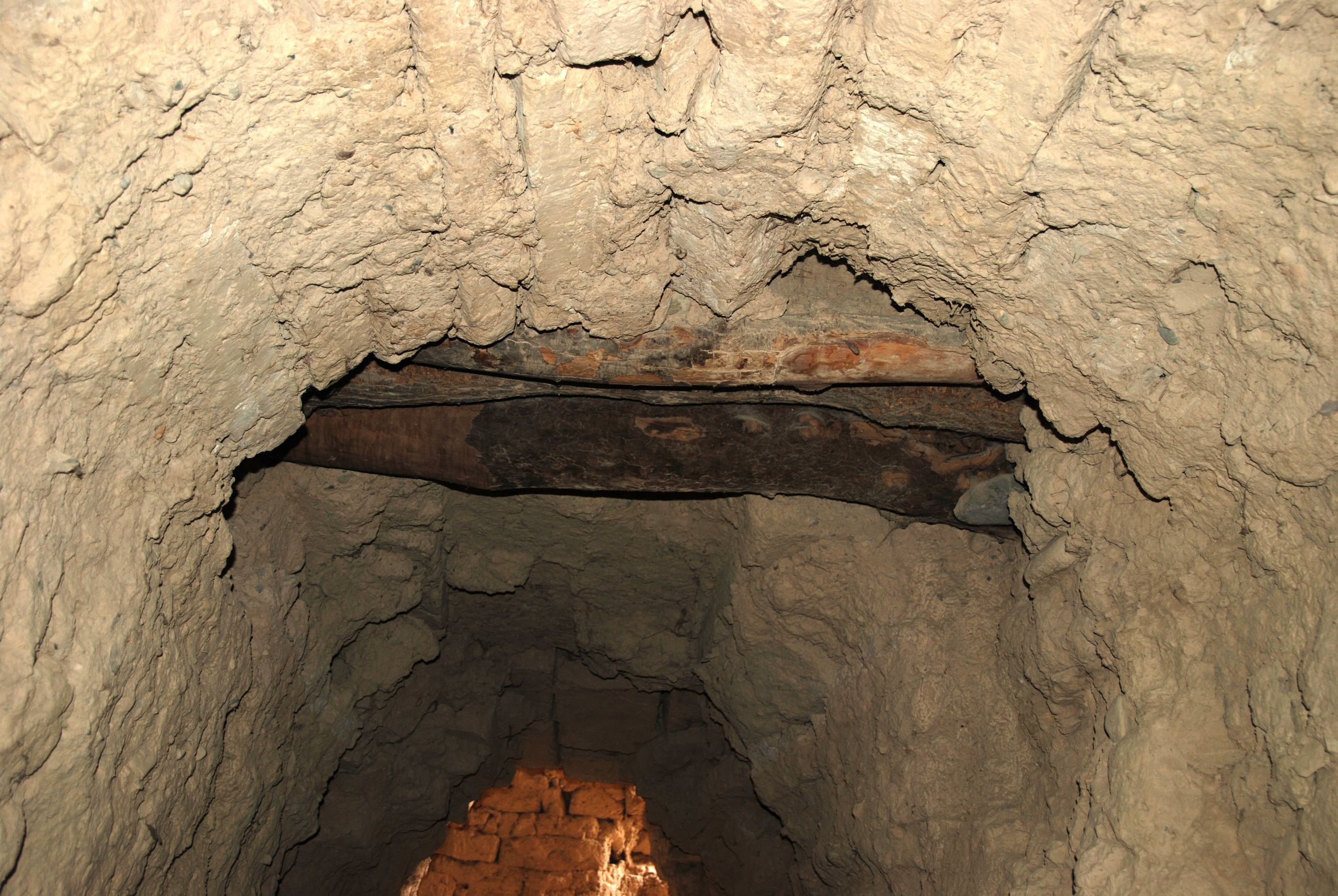
Holzbalken im Gewölbe des Obergeschosses

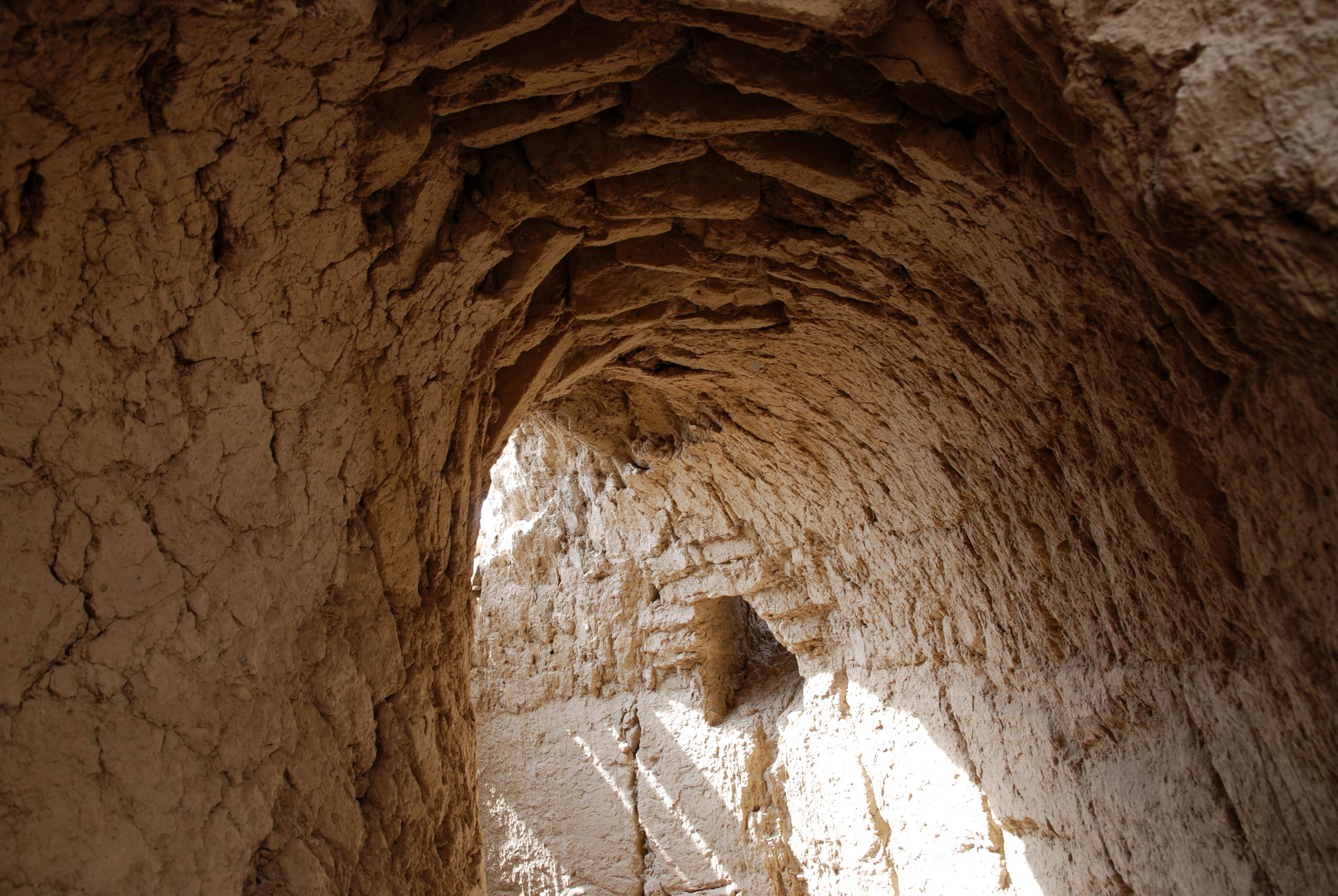
Gewölbe der Wendelrampe mit geneigten Ringschichten.

Die Gesamtanlage bestand aus einer freien Fläche am Hang mit Nebengebäuden und der sechs Meter aufragenden Burg an ihrer Nordostecke. Es werden drei Bauphasen unterschieden: Ein erster Bau vom 4. bis 6. Jahrhundert bildet den Kern und ist im Erdgeschoss erhalten. Ende des 6. oder Anfang des 7. Jahrhunderts kam im Erdgeschoss ein Umgang hinzu. In der dritten Bauphase im 7. Jahrhundert oder Anfang des 8. Jahrhunderts kamen eine Erweiterung im Süden und das Obergeschoss hinzu.
Als Fundament des ersten Baus dienten 1 × 1 Meter große Lehmblöcke unter den Außenwänden, die Grundfläche dazwischen war mit Lehm und Kies eingeebnet. Bis in 75 Zentimeter Höhe bestanden die Wände aus Stampflehm (pachsa) und darüber aus Lehmziegeln (chischt, im westlichen Tadschikistan chisch-i cham, „roher Ziegel“). In der ersten Bauphase bildete das Erdgeschoss ein Quadrat mit 12,5 Metern Seitenlänge, in dem sich zwei schmale Räume von 6,3 × 2,2 Metern nebeneinander, ein weiterer nicht ausgegrabener Raum ebenfalls parallel zu den beiden und ein Raum von 9,55 × 2,13 Metern quer dazu befanden. Dieser erste Bau wurde später an allen Seiten durch einen etwas erhöhten Umgang mit über einem Meter dicken Wänden erweitert, wobei die innere Wand des Umgangs die bisherige Außenwand des Kernbaus auf insgesamt etwa drei Meter verstärkte. Die neuen Außenwände des Umgangs wurden ohne Fundament auf dem gewachsenen Boden errichtet. Der zwischen 1,5 und 1,9 Meter breite Umgang war durch Wandvorsprünge in mehrere Abschnitte unterteilt. Die nördlichen Ecken waren kreisförmig ausgebildet, im Süden scheint es vorgebaute Rundbastionen gegeben zu haben. Vor dem weiteren Umbau war vermutlich das Gewölbe über den inneren Räumen eingestürzt, denn die Ausgräber fanden diesen Bereich mit Lehmziegeln, Steinen und Erde aufgefüllt vor.
Auf dem so stabilisierten Unterbau entstand nun das Obergeschoss, dessen Zugang über eine Wendelrampe an der Südwestecke erfolgte. Die Breite der bis auf das Dach führenden, tonnenüberwölbten Wendelrampe betrug 1,1 bis 1,3 Meter. Von ihrem oberen Ausgang führte ein Korridor acht Meter nach Osten bis zum 12,8 × 10,4 Meter großen Hauptraum. Er war an der West- und Südseite von Nebenräumen in unterschiedlicher Größe umgeben. Das genaue Aussehen der späteren Anbauten an der Südseite konnte durch die unvollständigen Ausgrabungen nicht eindeutig bestimmt werden. Der Hauptraum im Obergeschoss war mit Holzbalken flach gedeckt, die laut Chmelnizkijs Rekonstruktion von vier Mittelpfosten gestützt wurden. Drei der Nebenräume waren demnach von Kuppeln überwölbt.
Die für die Gewölbe verwendeten Lehmziegel messen ungefähr 50 × 25/26 × 9/10 Zentimeter. Sie wurden mit breiten Fugen aus Lehmmörtel verlegt und mit Lehm verputzt. Zur Überdeckung der einzelnen Räume kamen unterschiedliche Wölbtechniken zum Einsatz. Überwiegend handelte es sich um echte Gewölbe, die nach den Seiten wirkende Schubkräfte erzeugen, lediglich bei den drei parallelen Räumen des Erdgeschosses wurde, um die Spannweite zu verringern, das Gewölbeauflager auf zwei vorkragende Ziegelreihen gesetzt. Bei mehreren kleinen Räumen im Obergeschoss kamen Ringschichten (mit aufrecht stehenden Ziegeln, die wie beim nubischen Gewölbe als selbständige Gewölberinge hergestellt werden) vor, die senkrecht oder schräg aneinander gelehnt waren. Kuppeln mit Radialschichten (längs im Verband verlegte Ziegel) überwölbten die nördlichen Eckräume des Erdgeschosses. Der Übergang zwischen Wand und Grundkreis der Kuppel erfolgte durch Trompen. Die Tonnengewölbe des Kernbaus im Erdgeschoss waren etwa parabelförmig. Die Tonnengewölbe des Umgangs waren, um die Schubkräfte des Kernbaus nach außen auszugleichen, einhüftig, sie besaßen also niedrigere Kämpfer an den Außenwänden.
Die Gewölbe der oberen Räume sind zum größten Teil eingebrochen. Nach der Freilegung angebrachte provisorische Überdachungen aus Brettern über den oben offenen Räumen sind heute eingestürzt, sodass die gesamte Anlage ungeschützt der Witterung ausgesetzt ist.

### Funde

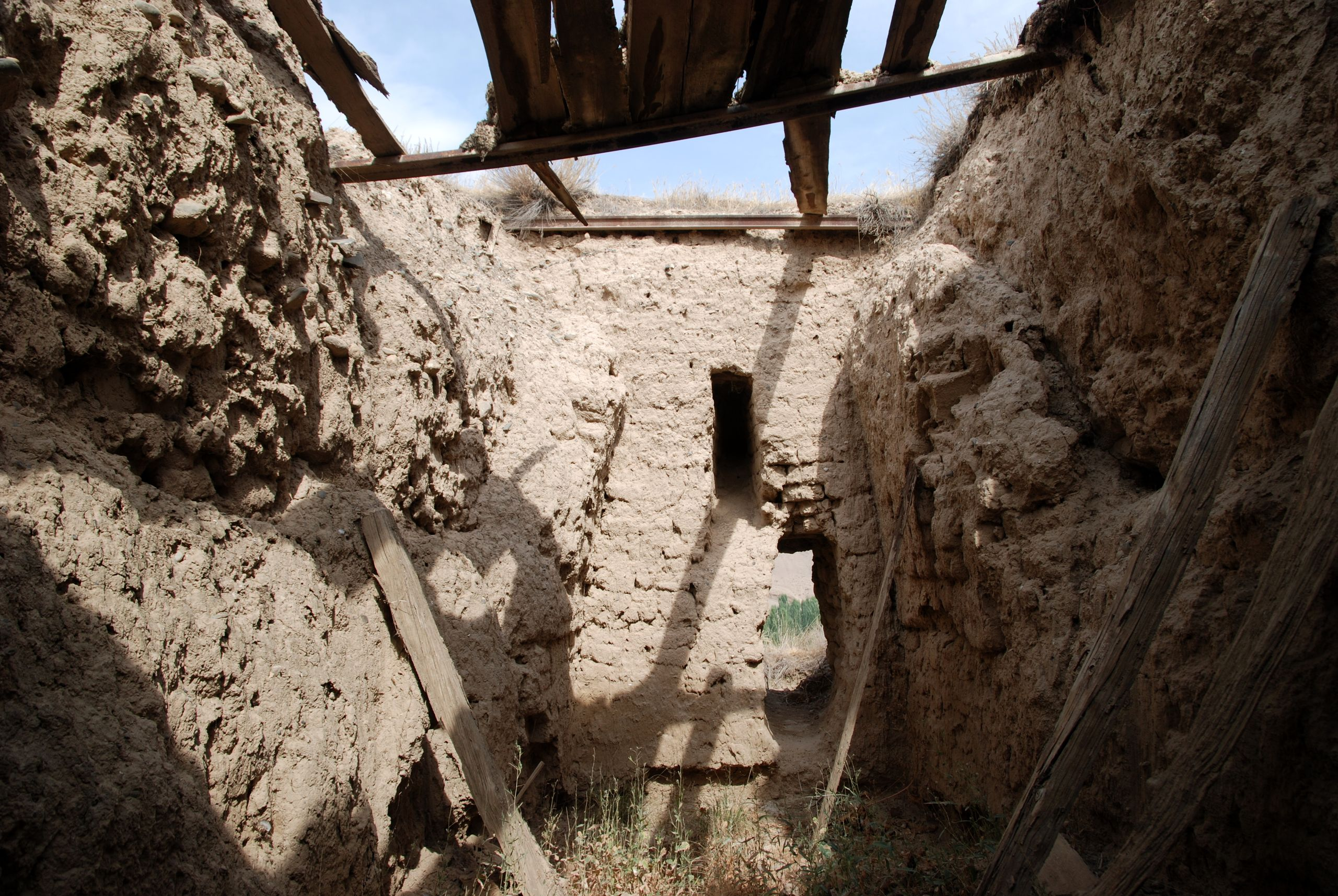
Raum im Obergeschoss mit eingebrochener Bretterkonstruktion, die ein Schutzdach bilden sollte.

Die Wände waren mit Malereien ausgestaltet, von denen Reste erhalten blieben. An der Nordwand eines durch Feuer zerstörten Raumes befand sich im oberen Bereich die Frontalansicht eines Frauenkopfes in Ocker und hellem Rot vor einem dunkelblauen Hintergrund. Darunter waren Reiter und Pferde erkennbar. Des Weiteren gab es dort Spuren eines ornamentalen Frieses, das durch eine Perlschnur unterteilt war.
Zu den gefundenen Alltagsgegenständen gehören die ältesten bekannten Fragmente von Musikinstrumenten in Tadschikistan, darunter eine schlecht erhaltene Längsflöte aus Rohr mit mindestens drei Fingerlöchern. Neben Schmuck und einem goldenen Brakteat waren die epigraphischen Funde für die Forschung am bedeutendsten. Aus dem Ende des 7. oder Anfang des 8. Jahrhunderts stammt eine Holztafel mit sogdischer Kursivschrift. Damit konnte Klarheit über die in Usruschana verwendete Schrift erzielt werden. Diese Schrift kommt unter anderem ab dem 7. Jahrhundert in buddhistischen Manuskripten, geschäftlichen Texten vom Berg Mugh (östlich von Pandschakent) vom Anfang des 8. Jahrhunderts und ferner auf Topfscherben von Alt-Pandschakent, Inschriften von Afrasiab und auf einem Stein aus Ladakh des Jahres 841/2 vor. Der Fund eines hölzernen Kopfes, der zu einem Idol gehörte, bezeugt einen in Usruschana praktizierten religiösen Kult, bei dem Holzfiguren mit Edelsteinen verehrt wurden.